# ایزاک سانتوس

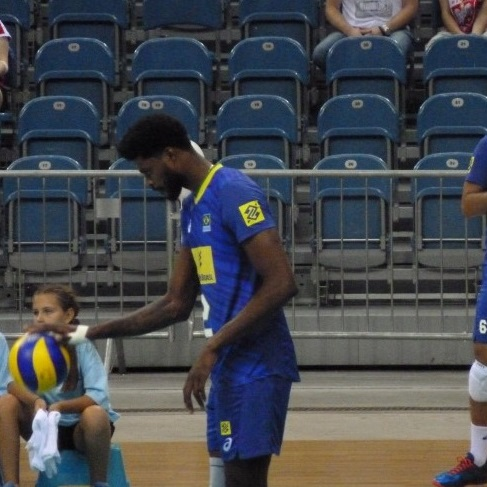
ایزاک سانتوس در ۲۰۱۹

ایزاک ویانا سانتوس (زاده ۱۳ دسامبر ۱۹۹۰ در سائو پائولو) والیبالیست اهل برزیل عضو تیم ملی والیبال برزیل و باشگاه ساداکروزیرو است.
سانتوس بعد از کسب عنوان قهرمانی جوانان جهان به همراه تیم ملی برزیل در سال ۲۰۰۹، در سال ۲۰۱۳ نخستین بازی ملی‌اش در تیم بزرگسالان انجام داد.